# Paul J. J. Welfens
Paul J.J. Welfens (Düren, 29 de janeiro de 1957 - 11 de novembro de 2022) foi um economista alemão. Ele estudou economia em Wuppertal, e Duisburg na Alemanha, e em Paris, França. Ele obteve seu PhD em 1985 e seu professor titular em 1989, depois que ele se tornou professor na Universidade Wilhelms de Münster ea Universidade de Potsdam. Desde 2004 Welfens é professor titular de Economia com foco na teoria macroeconômica e política na Universidade Bergisch de Wuppertal, e é o Jean-Monnet-Professor para a Integração Europeia. Em 2007, ele assumiu um cargo de professor visitante na o Instituto de Estudos Políticos de Paris (Paris Instituto de Estudos Políticos). 
No mesmo ano, ele foi o primeiro alemão a ser premiado com a medalha de prata da Fundação Internacional ND Kondratiev. Welfens é fundador e presidente do Instituto Europeu de Relações Econômicas Internacionais (EIIW) na Universidade de Wuppertal.

## Publicações por Paul J. J. Welfens
- European Monetary Integration, Springer, February 1994
- Grundlagen der Wirtschaftspolitik (Springer-Lehrbuch), Springer Verlag, Mai 1995 Paperback
- Grundlagen der Wirtschaftspolitik von Paul J.J. Welfens
- Internationalization of the Economy and Environmental Policy Options, Springer, September 2001 Hardcover
- European Monetary Union, Springer, Oktober 1997 Hardcover
- Stabilizing and Integrating the Balkans, Springer, Mai 2001 Hardcover
- Globalization of the Economy, Unemployment and Innovation, Springer, August 1999 Hardcover
- Globalization, economic growth and innovation dynamics, Springer, 1999
- Structural change and exchange rate dynamics Springer, 2005
- Integration in Asia and Europe, Springer, 2006
- Innovations in Macroeconomics, Springer, 2008
- Digital integration, growth and rational regulation, Springer, 2008